# Lester (Virgínia Ocidental)
Lester é uma cidade  localizada no estado norte-americano de Virgínia Ocidental, no Condado de Raleigh.

## Demografia
Segundo o censo norte-americano de 2000, a sua população era de 322 habitantes.
Em 2006, foi estimada uma população de 315, um decréscimo de 7 (-2.2%).

## Geografia
De acordo com o United States Census Bureau tem uma área de
1,3 km², dos quais 1,3 km² cobertos por terra e 0,0 km² cobertos por água. Lester localiza-se a aproximadamente 621 m acima do nível do mar.

## Localidades na vizinhança
O diagrama seguinte representa as localidades num raio de 12 km ao redor de Lester.